# Funfairfilms
Funfairfilms (Eigenschreibweise: FUNFAIRFILMS) ist eine deutsch-österreichische Filmproduktionsgesellschaft mit Sitz in Vorarlberg und Berlin. 

## Geschichte
Funfairfilms wurde 2010   als freies Filmkollektiv gegründet und ist seit 2016 eine GmbH mit Sitz in Österreich (Vorarlberg) und Köln. Geschäftsführer ist der österreichische Autor, Regisseur und Produzent Philipp Fussenegger.
2016 wurde Philipp Fussenegger für seinen Diplomfilm „Henry“ mit dem „First Steps Award“ in der Kategorie „Mittellanger Spielfilm“ ausgezeichnet. Der Film war 2017 für den österreichischen Filmpreis nominiert und ist seit 2017 mit dem Goethe-Institut  auf Südamerika-Tour. 
Darüber hinaus konnte die Produktion im Frühjahr 2016 die Pilotfolge „Geld spielt keine Rolex“ für das Konzept der Comedyserie „Die Schilehrer“ abdrehen. Diese feierte im Oktober 2017 auf den internationalen Hofer Filmtagen ihre Premiere, avancierte dort zum Publikumsliebling.
Die aktuelle Produktion „Bester Mann“ (Regie: Florian Forsch), die in Koproduktion mit der Kunsthochschule für Medien Köln entstand, feierte auf dem 39. Filmfestival Max Ophüls Preis   Premiere und gewann den Max-Ophüls-Preis in der Kategorie „Bester Mittellanger Film“.

## Produzierte Spiel-, Fernseh- und Kurzfilme
| - Zu schön um wahr zu sein (2010) - Henry (2015) - Die Schilehrer – Geld spielt keine Rolex (2016) - Alfreds Kurgarten (2017) - Bester Mann (2018) - I am the Tigress (2021) |

## Projekte
Zurzeit arbeitet Funfairfilms konzentriert an Philipp Fusseneggers internationalem Langspielfilmdebüt, das voraussichtlich 2019 in Berlin und Los Angeles gedreht wird. Das Projekt erhielt  eine Drehbuchförderung durch die Film- und Medienstiftung NRW und gewann das renommierte Jets-Programm während der Berlinale 2018.